# Jonas Bloquet
Jonas Bloquet  (Bruselas, 10 de julio de 1992), es un actor y director de cine belga. Es conocido principalmente por interpretar al personaje Maurice de la película de terror La monja estrenada en 2018 y su posterior secuela estrenada en septiembre de 2023.

## Filmografía

### Cine
- 2008: Élève libre de Joachim Lafosse : Jonas
- 2013: Malavita (The Family) de Luc Besson : André
- 2013: Tonnerre de Guillaume Brac : Ivan
- 2014: 3 Days to Kill de McG : Hugh
- 2016: Elle de Paul Verhoeven : Vincent
- 2016: Orpheline de Arnaud des Pallières : Patrick
- 2018: La monja de Corin Hardy : Maurice "Frenchie" Theriault
- 2022: Padre y soldado de Mathieu Vadepied : Teniente Chambreau
- 2023: La monja II de Michael Chaves : Maurice "Frenchie" Theriault

### Cortometrajes
- 2009: Noctambules de Mathieu Tuffreau : Thomas
- 2011: Elena de Yannick Muller : Adrien
- 2012: Trois cœurs pour battre de Arthur Valverde : Nicolas
- 2013: Longue distance de Valérie Boucher : Kévin
- 2013: Mauvaise tête de Camille Vidal Naquet : Paul
- 2014: Conte sur moi de Jonas Bloquet : Lucas
- 2015: Max de Jonas Bloquet : Max

### Director cortometrajes
- 2014: Conte sur moi
- 2015: Max (+ scénario)